# Bộ Quốc phòng (Hàn Quốc)
Bộ Quốc phòng Đại Hàn Dân Quốc (tiếng Hàn: 대한민국 국방부; Hanja: 大韓民國 國防部; Romaja: Daehanminguk Gukbangbu; Hán-Việt: Đại Hàn Dân Quốc Quốc Phòng Bộ), cũng được gọi là Bộ Quốc phòng Hàn Quốc, là cơ quan có chức năng lãnh đạo, giám sát và quản lý các lĩnh vực quân sự, quốc phòng cũng như an ninh quốc gia trực thuộc chính phủ Hàn Quốc, được thành lập vào ngày 15 tháng 8 năm 1948.

## Lịch sử
- Ngày 13 tháng 11 năm 1945, Sở Quốc phòng được thành lập
- Ngày 29 tháng 3 năm 1946, Sở Quốc phòng được đổi tên thành Bộ Quốc phòng (MND)
- Ngày 17 tháng 7 năm 1948 - Bộ Quốc phòng thành lập[2]
- Ngày 05 tháng 9 năm 1948 - quân đội Hàn Quốc và Hải quân Hàn Quốc đổi tên.
- Ngày 01 Tháng 10 năm 1949 - Không quân Đại Hàn Dân Quốc thành lập
- Ngày 25 Tháng 6 năm 1950 - Cuộc chiến tranh giữa Trung Quốc và Hàn Quốc bùng nổ.
- Ngày 6 tháng 9 năm 1950, Công đoàn Phụ nữ Quân đội được thành lập
- Ngày 25 tháng 6 năm 1950, Hàn Quốc xung đột với Triều Tiên
- Ngày 16 tháng 7 năm 1950 - Cộng hòa của lực lượng vũ trang Hàn Quốc trao quyền chỉ huy hoạt động, giao cho Tổng Thư ký Liên Hợp Quốc.
- Ngày 27 tháng 7 năm 1953 - hiệp ước đình chiến được ký kết.
- Ngày 1 tháng 4 năm 1954, Trung tâm Nghiên cứu Khoa học và Công nghệ được tổ chức lại thành Trung tâm Nghiên cứu Khoa học và Công nghệ Quốc phòng
- Ngày 17 tháng 2 năm 1954, Bộ Tổng Tham mưu được thành lập
- Ngày 01 tháng 7 năm 1955, Tổng thống ra Nghị định quy định tổ chức của Bộ Quốc phòng
- Ngày 20 tháng 2 năm 1956, Tổng thổng ra Nghị định quy định rõ tổ chức của Sở Lục quân và Sở Hải quân
- Ngày 21 tháng 9 năm 1956, Công bố ngày truyền thống của Lực lượng Vũ trang Hàn Quốc là ngày 01 tháng 10.
- Ngày 21 tháng 6 năm 1961, Hàn Quốc cử Quân đội tham chiến tại Việt Nam
- Ngày 15 tháng 7 năm 1961, Trung tâm Nghiên cứu Khoa học và Công nghệ Quốc phòng bị giải thể.
- Ngày 31 tháng 12 năm 1961, thành lập Trường Cao đẳng Quốc phòng
- Ngày 1 tháng 2 năm 1968, Trung tâm hoạt động tình báo được thành lập
- Ngày 28 tháng 2 năm 1969, Đoàn Kiểm tra Lưc lượng Vũ trang được thành lập
- Ngày 6 tháng 8 năm 1970, Trung tâm Nghiên cứu Khoa học Quốc phòng được thành lập
- Ngày 23 tháng 3 năm 1973, Quân đội cử đến Việt Nam được rút lui
- Ngày 10 tháng 10 năm 1973, Sở Thủy quân Lục chiến sáp nhập vào Sở Lục quân
- Ngày 1 tháng 3 năm 1987, Viện Chiến lược Quốc phòng được thành lập
- Ngày 01 tháng 10 năm 1990, Bộ Tổng Tham mưu Liên quân Hàn Quốc được thành lập
- Ngày 01 tháng 11 năm 1990, Bộ Tư lệnh Thông tin được thành lập
- Ngày 28 tháng 3 năm 1991, Tổng thống Hàn Quốc ra Nghị định số 13.335 tổ chức lại cơ cấu Bộ Quốc phòng
- Ngày 1 tháng 9 năm 2000, Viện Lịch sử Quân sự được thành lập
- Ngày 26 tháng 1 năm 2002, Bộ Tư lệnh Hạt nhân-Hóa học-Sinh học được thành lập
- Ngày 16 tháng 3 năm 2006, thành lập Cơ quan Điều tra hình sự Quốc phòng

## Danh sách các bộ trưởng
| Số  | Chân dung | Họ và tên (Sinh–Mất)                              | Kỳ hạn làm việc     | Kỳ hạn làm việc     | Thời gian       | Chi nhánh quốc phòng         | Tổng thống    |
| --- | --- | ------------------------------------------------- | ------------------- | ------------------- | --------------- | ---------------------------- | ------------- |
| 1   | | Lee Beom-seok 이범석 李範奭 (1900–1972)           | 15 tháng 8 1948     | 20 tháng 3 1949     | 217 ngày        | Hàn Quốc Quang phục Quân     | Rhee Syng-man |
| 2   | | Shin Song-mo 신성모 申性模 (1891–1960)            | 21 tháng 3 1949     | 5 tháng 5 1951      | 2 năm, 45 ngày  | Hàn Quốc Quang phục Quân     | Rhee Syng-man |
| 3   | | Lee Ki-poong 이기붕 李起鵬 (1896–1960)            | 7 tháng 5 1951      | 29 tháng 3 1952     | 327 ngày        | Dân thường                   | Rhee Syng-man |
| 4   | | Shin Tae-young 신태영 申泰英 (1891–1959)          | 29 tháng 3 1952     | 30 tháng 6 1953     | 1 năm, 93 ngày  | Lục quân Đại Hàn Dân Quốc    | Rhee Syng-man |
| 5   | | Sohn Won-yil 손원일 孫元一 (1909–1980)            | 30 tháng 6 1953     | 26 tháng 5 1956     | 2 năm, 331 ngày | Hải quân Đại Hàn Dân Quốc    | Rhee Syng-man |
| 6   | | Kim Yong-woo 김용우 金用雨 (1912–1985)            | 26 tháng 5 1956     | 6 tháng 7 1957      | 1 năm, 41 ngày  | Dân thường                   | Rhee Syng-man |
| 7   | | Kim Chung-yul 김정렬 金貞烈 (1917–1992)           | 6 tháng 7 1957      | 2 tháng 5 1960      | 2 năm, 301 ngày | Không quân Đại Hàn Dân Quốc  | Rhee Syng-man |
| 8   | | Lee Jong-chan 이종찬 李鐘贊 (1916–1983)           | 2 tháng 5 1960      | 23 tháng 8 1960     | 113 ngày        | Lục quân Đại Hàn Dân Quốc    | Yun Bo-seon   |
| 9   | | Hyun Suk-ho 현석호 玄錫虎 (1907–1988)             | 23 tháng 8 1960     | 12 tháng 9 1960     | 20 ngày         | Dân thường                   | Yun Bo-seon   |
| 10  | | Kwon Joong-don 권중돈 權仲敦 (1912–1985)          | 12 tháng 9 1960     | 30 tháng 1 1961     | 140 ngày        | Dân thường                   | Yun Bo-seon   |
| (9) | | Hyun Suk-ho 현석호 玄錫虎 (1907–1988)             | 30 tháng 1 1961     | 18 tháng 5 1961     | 108 ngày        | Dân thường                   | Yun Bo-seon   |
| 11  | | Jang Do-young 장도영 張都暎 (1923–2012)           | 20 tháng 5 1961     | 6 tháng 6 1961      | 17 ngày         | Lục quân Đại Hàn Dân Quốc    | Yun Bo-seon   |
| —   | | Shin Eung-gyun 신응균 申應均 (1921–1996) (acting) | 6 tháng 6 1961      | 12 tháng 6 1961     | 6 ngày          | Lục quân Đại Hàn Dân Quốc    | Yun Bo-seon   |
| 12  | | Song Yo-chan 송요찬 宋堯讚 (1918–1980)            | 12 tháng 6 1961     | 10 tháng 7 1961     | 28 ngày         | Lục quân Đại Hàn Dân Quốc    | Yun Bo-seon   |
| 13  | | Park Byung-kwon 박병권 朴炳權 (1920–2005)         | 10 tháng 7 1961     | 16 tháng 3 1963     | 1 năm, 249 ngày | Lục quân Đại Hàn Dân Quốc    | Yun Bo-seon   |
| 13  | Park Chung-hee (acting) | Park Byung-kwon 박병권 朴炳權 (1920–2005)         | 10 tháng 7 1961     | 16 tháng 3 1963     | 1 năm, 249 ngày | Lục quân Đại Hàn Dân Quốc    |               |
| 14  | | Kim Sung-eun 김성은 金聖恩 (1924–2007)            | 16 tháng 3 1963     | 27 tháng 2 1968     | 4 năm, 348 ngày | Thủy quân lục chiến Hàn Quốc |               |
| 14  | Park Chung-hee | Kim Sung-eun 김성은 金聖恩 (1924–2007)            | 16 tháng 3 1963     | 27 tháng 2 1968     | 4 năm, 348 ngày | Thủy quân lục chiến Hàn Quốc |               |
| 15  | | Choi Young-hee 최영희 崔榮喜 (1921–2006)          | 28 tháng 2 1968     | 5 tháng 8 1968      | 159 ngày        | Lục quân Đại Hàn Dân Quốc    |               |
| 16  | | Im Chung-sik 임충식 任忠植 (1922–1974)            | 5 tháng 8 1968      | 10 tháng 3 1970     | 1 năm, 217 ngày | Lục quân Đại Hàn Dân Quốc    |               |
| 17  | | Chung Rae-hyuk 정래혁 丁來赫 (sinh 1926)          | 10 tháng 3 1970     | 25 tháng 8 1971     | 1 năm, 168 ngày | Lục quân Đại Hàn Dân Quốc    |               |
| 18  | | Yu Jae-hung 유재흥 劉載興 (1921–2011)             | 25 tháng 8 1971     | 3 tháng 12 1973     | 2 năm, 100 ngày | Lục quân Đại Hàn Dân Quốc    |               |
| 19  | | Seo Jong-chul 서종철 徐鐘喆 (1924–2010)           | 3 tháng 12 1973     | 20 tháng 12 1977    | 4 năm, 17 ngày  | Lục quân Đại Hàn Dân Quốc    |               |
| 20  | | Roh Jae-hyun 노재현 盧載鉉 (1926–2019)            | 20 tháng 12 1977    | 14 tháng 12 1979    | 1 năm, 359 ngày | Lục quân Đại Hàn Dân Quốc    |               |
| 21  | | Joo Young-bok 주영복 周永福 (1927–2005)           | 14 tháng 12 1979    | 21 tháng 5 1982     | 2 năm, 158 ngày | Không quân Đại Hàn Dân Quốc  | Choi Kyu-hah  |
| 21  | Chun Doo-hwan | Joo Young-bok 주영복 周永福 (1927–2005)           | 14 tháng 12 1979    | 21 tháng 5 1982     | 2 năm, 158 ngày | Không quân Đại Hàn Dân Quốc  |               |
| 22  | | Yoon Sung-min 윤성민 尹誠敏 (1926–2017)           | 21 tháng 5 1982     | 8 tháng 1 1986      | 3 năm, 232 ngày | Lục quân Đại Hàn Dân Quốc    |               |
| 23  | | Lee Ki-paik 이기백 李基百 (sinh 1931)             | 8 tháng 1 1986      | 14 tháng 7 1987     | 1 năm, 187 ngày | Lục quân Đại Hàn Dân Quốc    |               |
| 24  | Chung Ho Yong 1985-3-22.png | Chung Ho-yong 정호용 鄭鎬溶 (sinh 1932)           | 14 tháng 7 1987     | 25 tháng 2 1988     | 226 ngày        | Lục quân Đại Hàn Dân Quốc    |               |
| 25  | | Oh Ja-bok 오자복 吳滋福 (1930–2017)               | 25 tháng 2 1988     | 4 tháng 12 1988     | 283 ngày        | Lục quân Đại Hàn Dân Quốc    | Roh Tae-woo   |
| 26  | | Lee Sang-hoon 이상훈 李相薰 (sinh 1933)           | 4 tháng 12 1988     | 8 tháng 10 1990     | 1 năm, 308 ngày | Lục quân Đại Hàn Dân Quốc    | Roh Tae-woo   |
| 27  | | Lee Jong-gu 이종구 李鐘九 (sinh 1935)             | 8 tháng 10 1990     | 20 tháng 12 1991    | 1 năm, 73 ngày  | Lục quân Đại Hàn Dân Quốc    | Roh Tae-woo   |
| 28  | | Choi Se-chang 최세창 崔世昌 (sinh 1934)           | 20 tháng 12 1991    | 26 tháng 2 1993     | 1 năm, 68 ngày  | Lục quân Đại Hàn Dân Quốc    | Roh Tae-woo   |
| 29  | | Kwon Young-hae 권영해 權寧海 (unknown)            | 26 tháng 2 1993     | 22 tháng 12 1993    | 299 ngày        | Lục quân Đại Hàn Dân Quốc    | Kim Young-sam |
| 30  | | Lee Byung-tae 이병태 李炳台 (unknown)             | 22 tháng 12 1993    | 24 tháng 12 1994    | 1 năm, 2 ngày   | Lục quân Đại Hàn Dân Quốc    | Kim Young-sam |
| 31  | | Lee Yang-ho 이양호 李養鎬 (unknown)               | 24 tháng 12 1994    | 18 tháng 10 1996    | 1 năm, 299 ngày | Không quân Đại Hàn Dân Quốc  | Kim Young-sam |
| 32  | | Kim Dong-jin 김동진 金東鎭 (sinh 1938)            | 18 tháng 10 1996    | 3 tháng 3 1998      | 1 năm, 136 ngày | Lục quân Đại Hàn Dân Quốc    | Kim Young-sam |
| 33  | | Chun Yong-taek 천용택 千容宅 (sinh 1937)          | 3 tháng 3 1998      | 24 tháng 5 1999     | 1 năm, 82 ngày  | Lục quân Đại Hàn Dân Quốc    | Kim Dae-jung  |
| 34  | | Cho Song-tae 조성태 趙成台 (sinh 1942)            | 24 tháng 5 1999     | 26 tháng 3 2001     | 1 năm, 306 ngày | Lục quân Đại Hàn Dân Quốc    | Kim Dae-jung  |
| 35  | Defense.gov News Photo 010621-D-9880W-065.jpg | Kim Dong-shin 김동신 金東信 (sinh 1941)           | 26 tháng 3 2001     | 12 tháng 7 2002     | 1 năm, 108 ngày | Lục quân Đại Hàn Dân Quốc    | Kim Dae-jung  |
| 36  | | Lee Jun 이준 李俊 (sinh 1940)                     | 12 tháng 7 2002     | 27 tháng 2 2003     | 230 ngày        | Lục quân Đại Hàn Dân Quốc    | Kim Dae-jung  |
| 37  | | Cho Yung-kil 조영길 曺永吉 (sinh 1940)            | 27 tháng 2 2003     | 29 tháng 7 2004     | 1 năm, 153 ngày | Lục quân Đại Hàn Dân Quốc    | Roh Moo-hyun  |
| 38  | | Yoon Kwang-ung 윤광웅 尹光雄 (sinh 1942)          | 29 tháng 7 2004     | 24 tháng 11 2006    | 2 năm, 118 ngày | Hải quân Đại Hàn Dân Quốc    | Roh Moo-hyun  |
| 39  | Defense.gov News Photo 070602-F-0193C-005.jpg | Kim Jang-soo 김장수 金章洙 (sinh 1948)            | 24 tháng 11 2006    | 29 tháng 2 2008     | 1 năm, 97 ngày  | Lục quân Đại Hàn Dân Quốc    | Roh Moo-hyun  |
| 40  | | Lee Sang-hee 이상희 李相憙 (sinh 1945)            | 29 tháng 2 2008     | 22 tháng 9 2009     | 1 năm, 206 ngày | Lục quân Đại Hàn Dân Quốc    | Lee Myung-bak |
| 41  | | Kim Tae-young 김태영 金泰榮 (sinh 1949)           | 23 tháng 9 2009     | 4 tháng 12 2010     | 1 năm, 72 ngày  | Lục quân Đại Hàn Dân Quốc    | Lee Myung-bak |
| 42  | South Korea's Minister of National Defense Kim Kwan-jin makes a point during a joint press conference with Secretary of Defense Leon E. Panetta in the Pentagon 121024-D-TT977-086.jpg | Kim Kwan-jin 김관진 金寬鎭 (sinh 1949)            | 4 tháng 12 2010     | 30 tháng 6 2014     | 3 năm, 208 ngày | Lục quân Đại Hàn Dân Quốc    | Lee Myung-bak |
| 42  | South Korea's Minister of National Defense Kim Kwan-jin makes a point during a joint press conference with Secretary of Defense Leon E. Panetta in the Pentagon 121024-D-TT977-086.jpg | Kim Kwan-jin 김관진 金寬鎭 (sinh 1949)            | 4 tháng 12 2010     | 30 tháng 6 2014     | 3 năm, 208 ngày | Lục quân Đại Hàn Dân Quốc    | Park Geun-hye |
| 43  | | Han Min-goo 한민구 韓民求 (sinh1951)              | 30 tháng 6 2014     | 13 tháng 7 2017     | 3 năm, 13 ngày  | Lục quân Đại Hàn Dân Quốc    |               |
| 44  | | Song Young-moo 송영무 宋永武 (sinh 1949)          | 13 tháng 7 2017     | 21 tháng 9 2018     | 1 năm, 70 ngày  | Hải quân Đại Hàn Dân Quốc    | Moon Jae-in   |
| 45  | | Jeong Kyeong-doo 정경두 鄭景斗 (sinh 1960)        | 21 tháng 9 2018     | 18 tháng 9 2020     | 1 năm, 363 ngày | Không quân Đại Hàn Dân Quốc  | Moon Jae-in   |
| 46  | | Suh Wook 서욱 徐旭 (sinh 1963)                    | 18 tháng 9 2020     | 11 tháng 5 2022     | 4 năm, 271 ngày | Lục quân Đại Hàn Dân Quốc    | Moon Jae-in   |
| 47  | | Lee Jong-sup 이종섭 李鐘燮 (sinh 1960)            | 11 tháng 5 2022     | 6 tháng 10 năm 2023 | 1 năm, 149 ngày | Lục quân Đại Hàn Dân Quốc    | Yoon Suk-yeol |
| 48  | | Shin Won-sik 신원식 申源湜 (sinh 1958)            | 7 tháng 10 năm 2023 | Đương nhiệm         | 1 năm, 252 ngày | Lục quân Đại Hàn Dân Quốc    | Yoon Suk-yeol |

## Tổ chức
Bộ Quốc phòng Hàn Quốc được tổ chức cụ thể như sau:

### Lãnh đạo
- Bộ trưởng
- Thứ trưởng đặc trách Quân sự
- Thứ trưởng đặc trách Chính sách
- Cố vấn Chính sách cho Bộ trưởng
- Văn phòng Cải cách Hành chính
- Văn phòng Luật sư
- Văn phòng Bộ Quốc phòng
- Thanh tra Bộ Quốc phòng

### Văn phòng Quy hoạch và phối hợp
- Sở Hoạch định và quản lý
- Sở các vấn đề chung và Ngân sách
- Sở Thông tin Tác chiến

### Văn phòng Chính sách Quốc phòng
- Sở Kế hoạch Chính sách
- Sở Chính sách Quốc tế
- Sở Chính sách Giáo dục và Quốc phòng

### Văn phòng Dịch vụ An sinh và Phúc lợi
- Sở Kế hoạch Nhân sự
- Sở Kế hoạch Động viên
- Sở Phúc lợi Y tế

### Văn phòng Quản lý Nhân lực
- Sở Hậu cần Quân đội
- Sở Tình báo Quân đội
- Sở Chính trị Quân đội

## Bộ Tổng Tham mưu
- Tổng Tham mưu trưởng Liên quân Hàn Quốc
- Tổng Tham mưu phó Liên quân Hàn Quốc
- Hội đồng hoạch định chung
- Hội đồng hoạch địch chiến lược
- Văn phòng Kiểm tra sẵn sàng chiến đấu
- Văn phòng Tư pháp
- Văn phòng về các vấn đề chung
- Ban Thư ký

## Bộ Tư lệnh
- Bộ Tư lệnh Quân y
- Bộ Tư lệnh Cảnh vệ
- Bộ Tư lệnh Vận tải
- Bộ Tư lệnh Thông tin
- Bộ Tư lệnh Hạt nhân-Hóa học-Sinh học

## Các cơ quan trực thuộc khác
- Khu tưởng niệm Quốc gia Seoul
- Văn phòng Công tố viên
- Tòa án Quân sự Trung ương
- Viện Lịch sử Quân sự
- Cơ quan Truyền hình Quốc phòng
- Cơ quan Thông tin Quốc phòng
- Cơ quan Thông tin và truyền thông quốc phòng
- Cơ quan Kiểm định Trang bị Hàn Quốc
- Cơ quan Chính sách
- Cơ quan Điều tra hình sự
- Hội đồng Chính sách Quốc phòng
- Hội đồng Tác chiến
- Cơ quan In Quốc phòng
- Đoàn Hỗ trợ Dịch vụ
- Đoàn Thể thao Lực lượng Vũ trang Hàn Quốc